# Brotherhood Crocker Motors
Die Brotherhood Crocker Motors Ltd. war ein britischer Automobil- und Maschinenhersteller in West Norwood (London). Nachfolger war Sheffield Simplex Motor Works, die von 1907 bis 1927 existierten.

## Beschreibung
Erstes Modell war der 1904 vorgestellte 12/16 hp. 1905 folgte der Brotherhood 20/25 hp. Der Luxuswagen besaß einen Vierzylinder-Reihenmotor mit 4,1 l Hubraum. Die Fahrgestelle hatten Radstände zwischen 2151 mm und 2972 mm.
Lange konnte sich das Modell nicht auf dem Markt halten und ab 1907 stellte Brotherhood nur noch Maschinen für Landwirtschaft und Handel her.

## Modelle

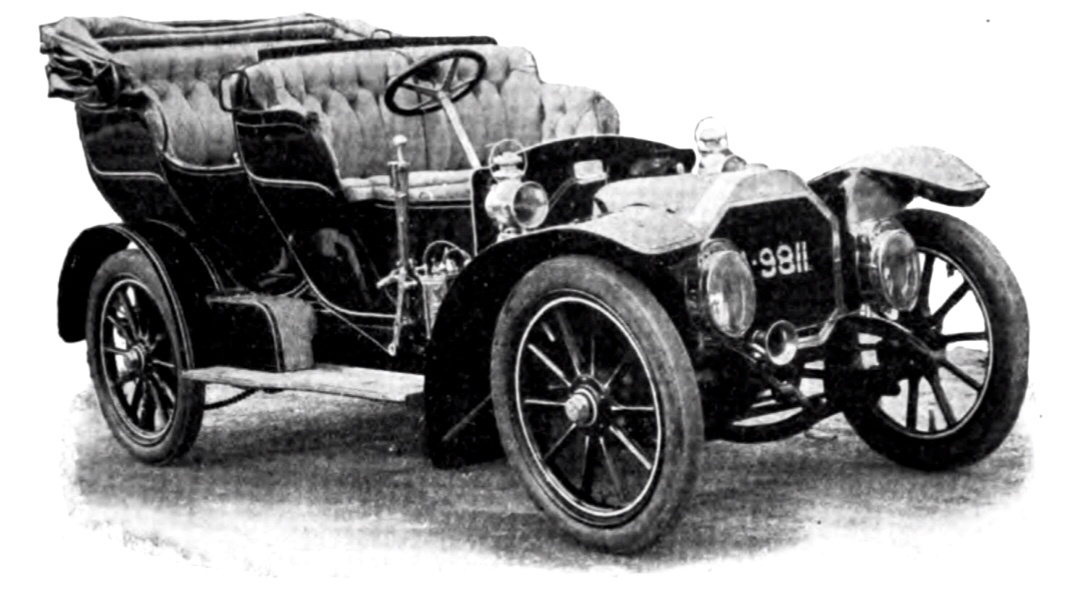
Brotherhood 20/25 HP

| Modell   | Bauzeitraum | Zylinder | Hubraum  | Bohrung  | Hub    | Radstand     |
| -------- | ----------- | -------- | -------- | -------- | ------ | ------------ |
| 20/25 hp | 1905–1907   | 4 Reihe  | 4119 cm³ | 101,6 mm | 127 mm | 2151–2972 mm |